# Ghana na Zimních olympijských hrách 2010

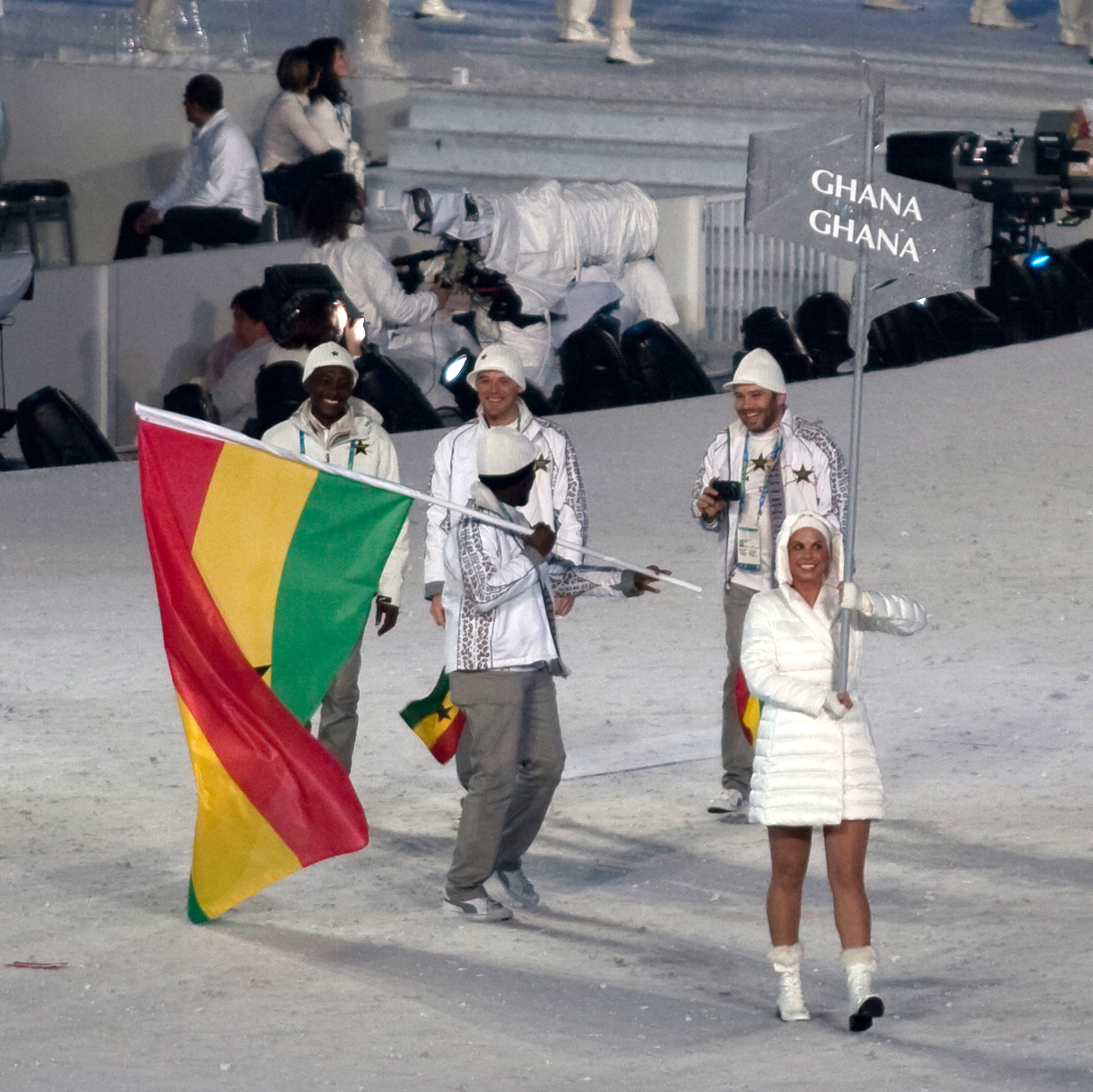
Ghana při úvodním ceremoniálu ZOH 2010 ve Vancouveru

Zimní olympijské hry 2010 ve Vancouveru byly první zimní olympijské hry v historii, kterých se zúčastnil africký stát Ghana.
Ghana vyslala jednoho sportovce, a to lyžaře Kwame Nkrumah-Acheampongu, přezdívaného také sněžný leopard. Nkrumah-Acheampong se na hry kvalifikoval ziskem 137,5 bodů FIS, přičemž podmínka kvalifikace bylo snížení počtu bodů z 1000 na alespoň 140. Kvalifikaci si zajistil závodem v italských Alpách.
Jeho účast však nebyla financována Ghanským olympijským výborem, a tak ji podpořili fanoušci, jejichž jména se pak objevila na závodníkově kombinéze. Ta byla po Olympijských hrách vydražena a výdělek šel na podporu rozvoje lyžování v Ghaně.

## Alpské lyžování
| Sportovec                | Sport       | 1. jízda | 1. jízda | 2. jízda | 2. jízda | Celkem  | Celkem |
| Sportovec                | Sport       | Čas      | Místo    | Čas      | Místo    | Čas     | Místo  |
| ------------------------ | ----------- | -------- | -------- | -------- | -------- | ------- | ------ |
| Kwame Nkrumah-Acheampong | slalom mužů | 1:09.08  | 53.      | 1:13.52  | 48.      | 2:22.60 | 47.    |